# Cầu Nam Bình

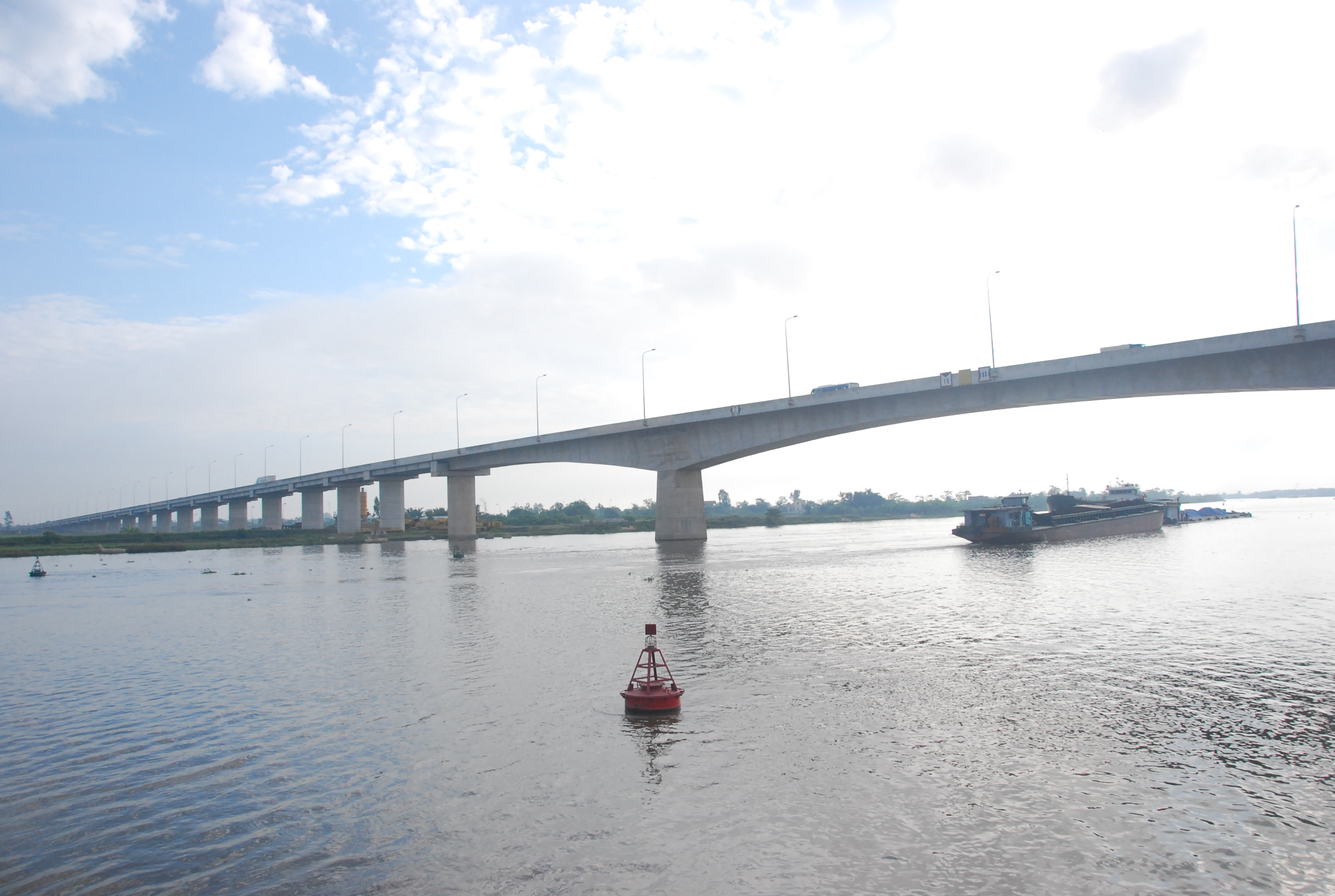
Phong cảnh cầu Nam Bình nhìn từ cảng Ninh Phúc

Cầu Nam Bình nằm trên đường cao tốc Bắc – Nam phía Đông đoạn Cao Bồ – Mai Sơn, bắc qua sông Đáy, thuộc tỉnh Ninh Bình. Đầu cầu phía bắc thuộc xã Ý Yên – Nam Định, đầu cầu phía nam thuộc phường Đông Hoa Lư – Ninh Bình. Theo thứ tự từ thượng nguồn sông Đáy xuống hạ nguồn, các cầu nối Ninh Bình và Nam Định cũ đã có đến năm 2025 lần lượt là: cầu Bến Mới, cầu Non Nước, cầu Ninh Bình, cầu Nam Bình, cầu Sông Đáy, cầu Cồn Thoi. Ngày 31 tháng 12 năm 2014, cầu Nam Bình chính thức được hợp long đơn nguyên 1 và thông xe nối liền hai đầu. Ngày 4 tháng 2 năm 2022, Thủ tướng Phạm Minh Chính đã chính thức thức cắt băng khánh thành đưa toàn bộ hai đơn nguyên cầu đi vào sử dụng.

## Thông số
Cầu Nam Bình có 38 nhịp, dài 1636,6 m, đạt chiều cao tĩnh không 17 m, đảm bảo cho tàu tải trọng 3.000 tấn cập bến cảng Ninh Phúc và cảng Ninh Bình thuận lợi. Giai đoạn đầu, cầu được thiết kế 2 làn xe cơ giới, 2 làn xe máy và xe thô sơ. Giai đoạn hoàn chỉnh cầu được thiết kế 6 làn xe cao tốc, 3 làn xe mỗi chiều. Hiện quá trình nâng cấp cầu lên giai đoạn hoàn chỉnh đã hoàn tất.
Cầu Nam Bình có hướng Bắc Đông Bắc – Nam Tây Nam, cách trung tâm Hoa Lư 11 km và phường  Nam Định 33 km. Cầu nằm gần khu công nghiệp Khánh Phú và cảng Ninh Phúc.

## Quá trình xây dựng
Ngày 30 tháng 3 năm 2012, Bộ Giao thông vận tải và UBND tỉnh Ninh Bình đã khởi công dự án đường kết nối Cầu Giẽ – Ninh Bình với Quốc lộ 1 (Giai đoạn I) với tổng mức đầu tư 1.511,46 tỷ đồng, từ nguồn vốn trái phiếu Chính phủ, do Sở Giao thông vận tải Ninh Bình làm đại diện chủ đầu tư. TEDI là đơn vị tư vấn lập dự án, tổng thầu là doanh nghiệp xây dựng Xuân Trường. Sau khi điều chỉnh thành phẩn dự án, dự án được dự kiến hoàn thành cuối năm 2015, nhưng thực tế đã hoàn thành vào tháng 6 năm 2015.
Toàn dự án có chiều dài 6,8 km (đoạn qua địa phận Ý Yên dài 4,2 km; đoạn qua Đông Hoa Lư dài 2,6 km); điểm đầu nút giao Cao Bồ – điểm cuối tại ngã tư giao giữa quốc lộ 10 (tại Km 141 + 700) với đường vành đai phía Đông Nam Hoa Lư (đường Trần Nhân Tông). Trên tuyến có 3 cây cầu Cao Bồ, Cầu Cẩm và cầu Nam Bình. Đây là dự án góp phần khai thác hiệu quả hơn tuyến cao tốc Cầu Giẽ – Ninh Bình đã được đưa vào sử dụng, đồng thời nhằm tạo mạng lưới giao thông hoàn chỉnh và trở thành tuyến tránh cho phương tiện không phải qua trung tâm Hoa Lư trong giai đoạn đang xây dựng đường cao tốc Cao Bồ – Mai Sơn và đường cao tốc Mai Sơn – Quốc lộ 45.
Vào tháng 12 năm 2019, sau khi khởi công dự án đường cao tốc Cao Bồ – Mai Sơn, một nhánh cầu thứ hai nằm bên cạnh nhánh cầu cũ được khởi công xây dựng và được thông xe vào ngày 4 tháng 2 năm 2022, cùng với dự án Cao Bồ – Mai Sơn giai đoạn 1 được hoàn thành.